# Nederlands Bakkerijmuseum
Het Nederlands Bakkerijmuseum is een museum in Hattem, opgericht door Gerrit Willem Barendsen (1924-2004) in 1977.
Het museum bestaat uit twee hoofdgebouwen, namelijk het "Pand" en het "Backhuys". Het Pand heeft het interieur van een 18e-eeuwse bedrijfskeuken. Het Backhuys werd in 1985 gekocht en in 1987 onderdeel van het museum. Het Backhuys was voordat het onderdeel van het museum een café. De twee gebouwen werden in 1990 met elkaar verbonden door een ondergrondse tunnel.
Het museum werd in 2000 een officieel geregistreerd museum.

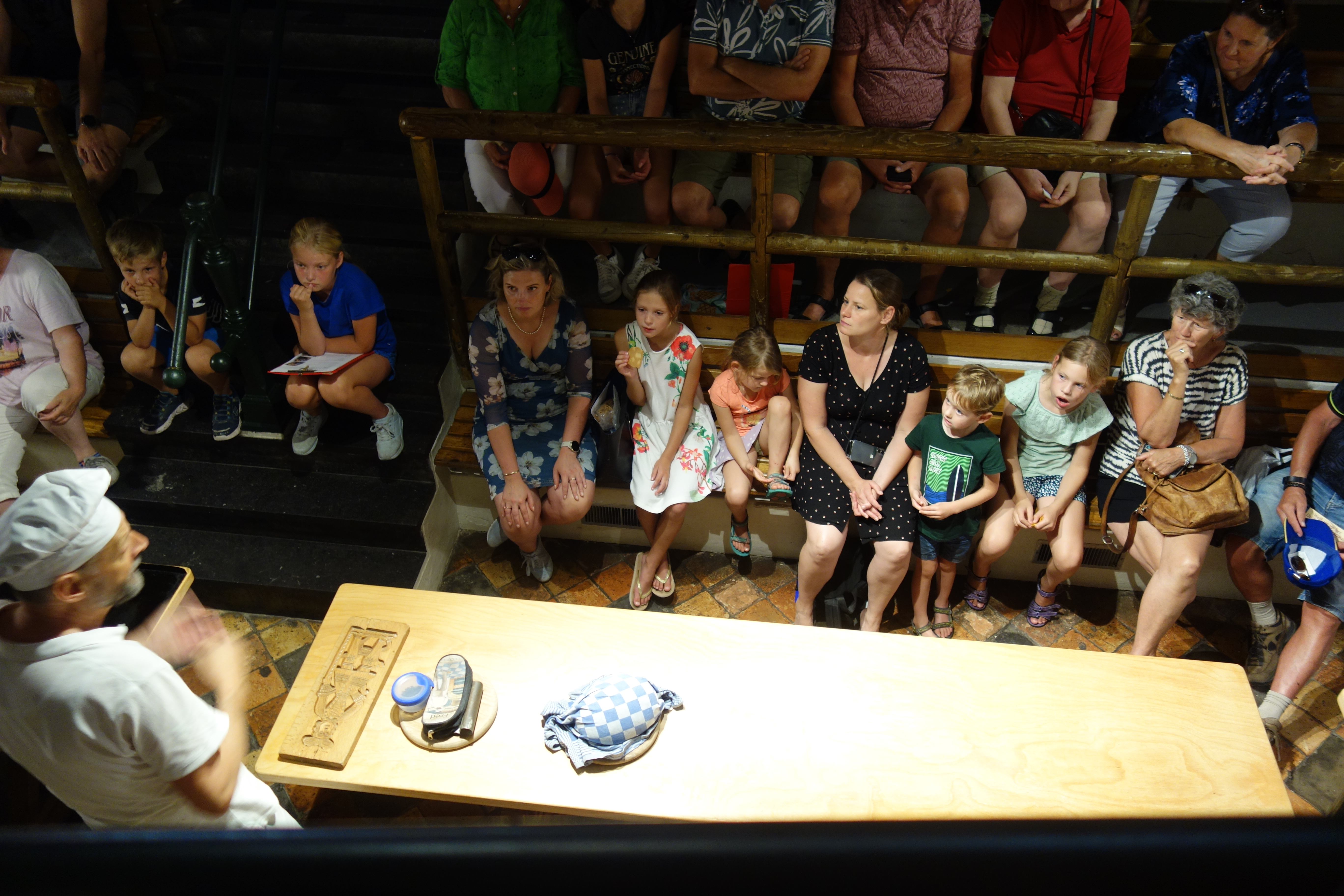
Bakdemonstratie
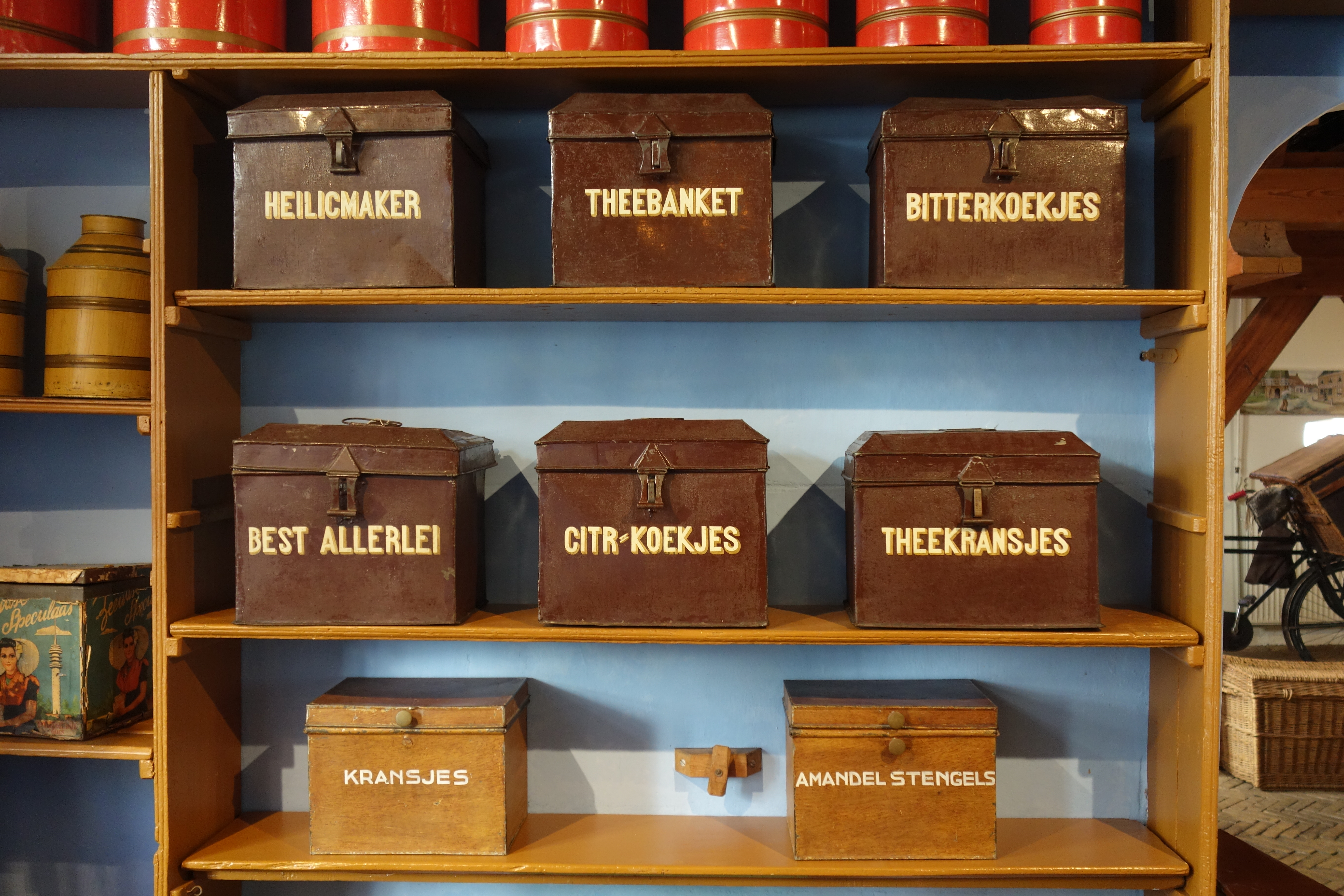
Blikwerk
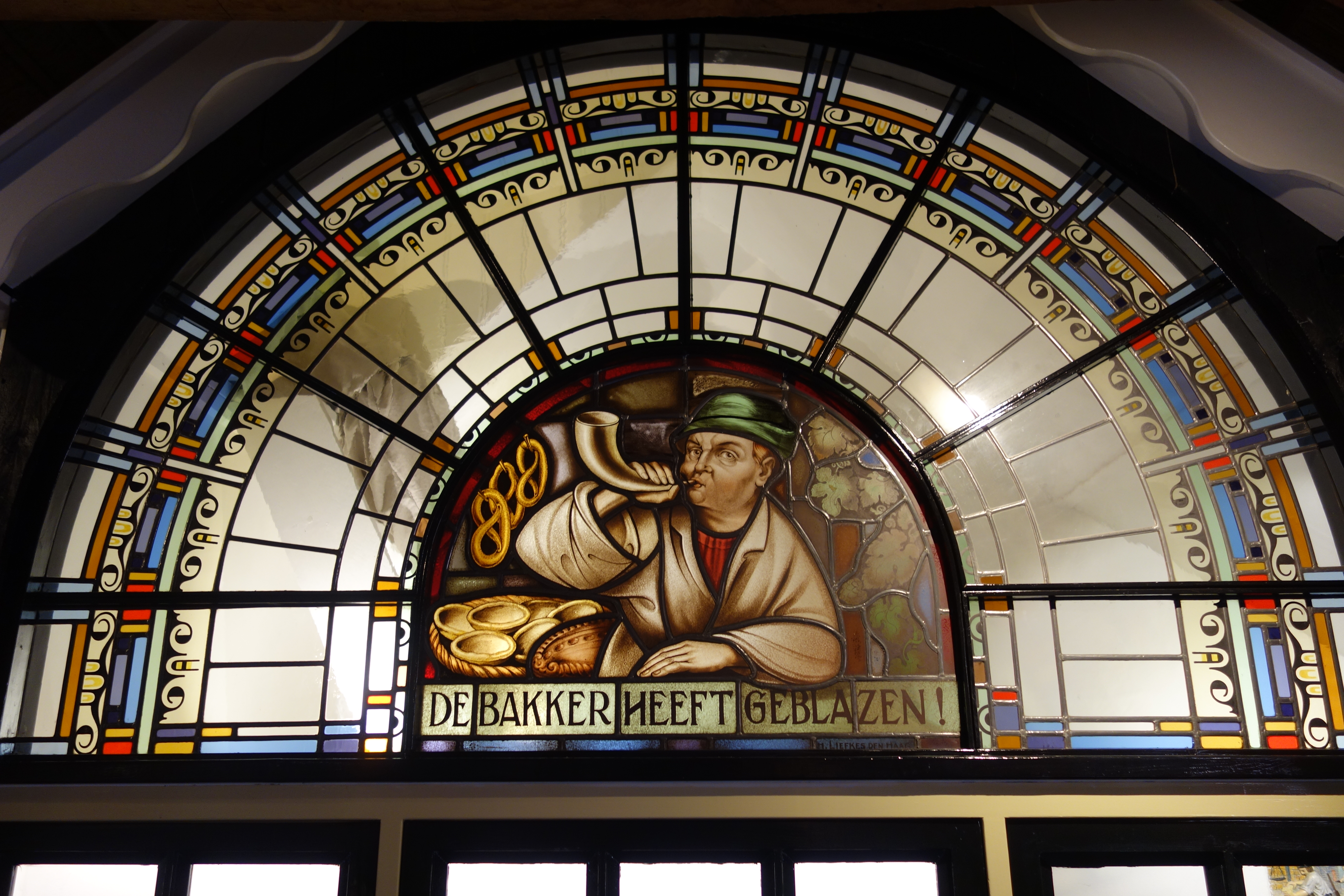
Bakkershoorn
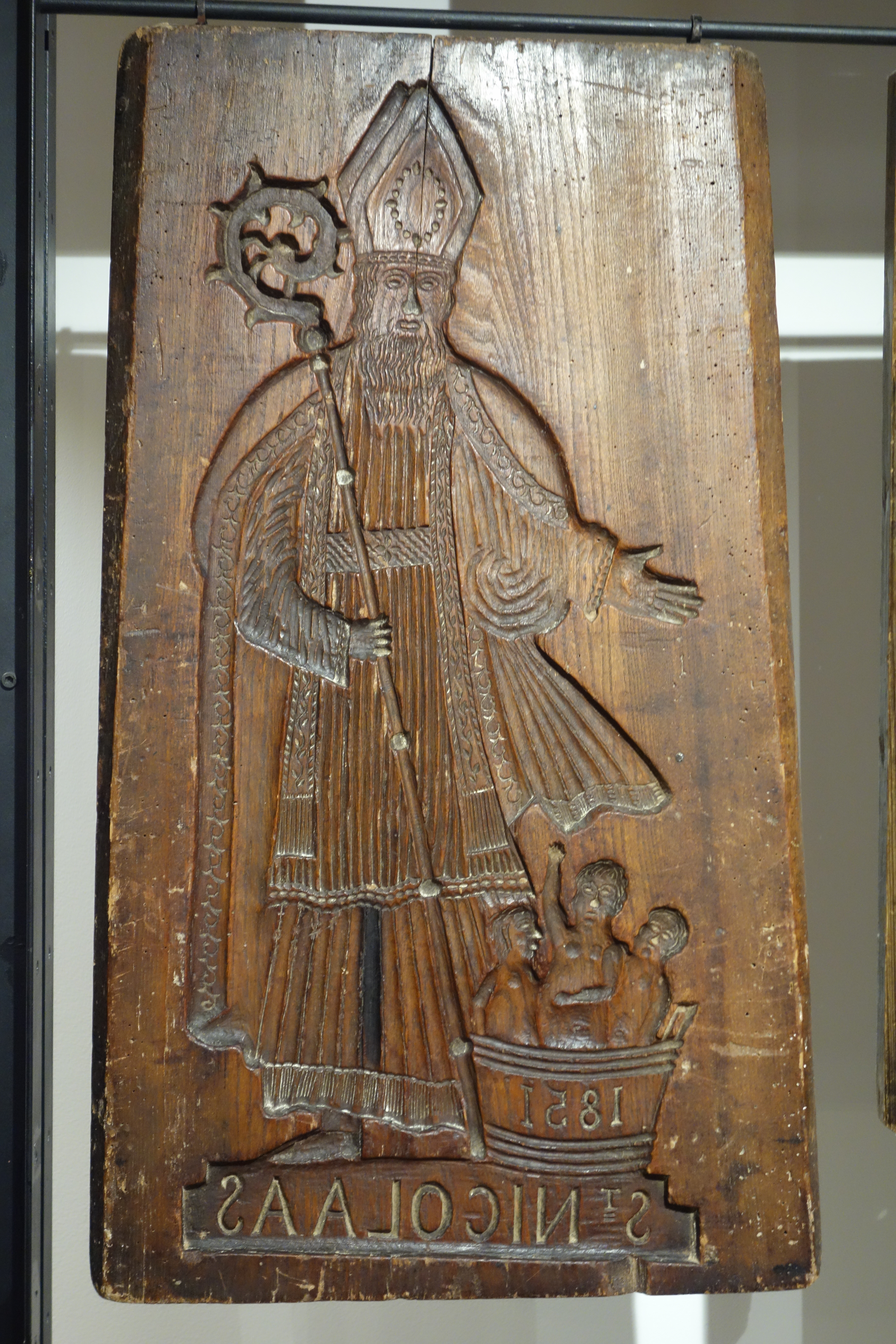
Sint Nicolaas (1851)